# 历史地震

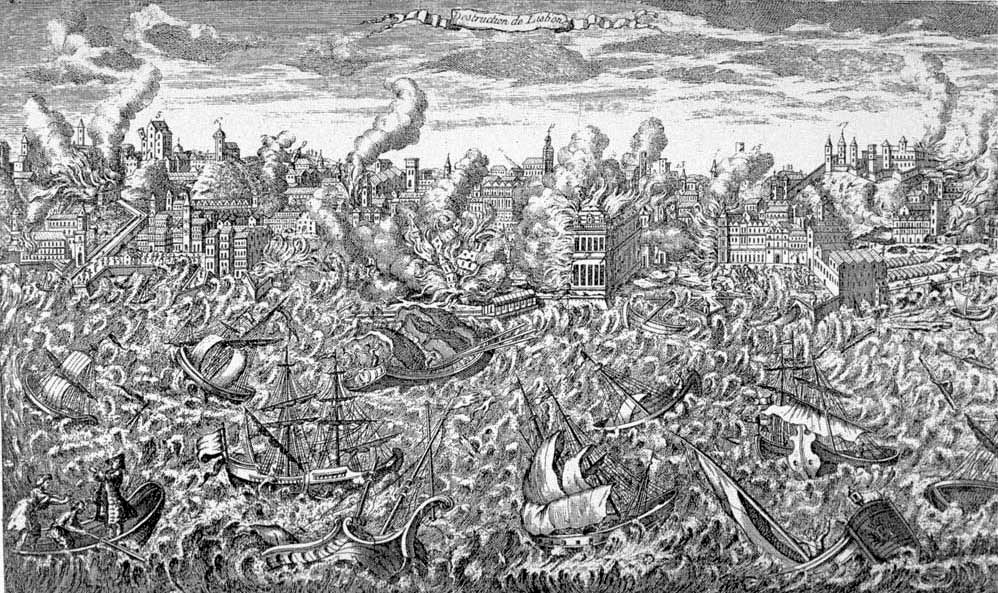
里斯本大地震

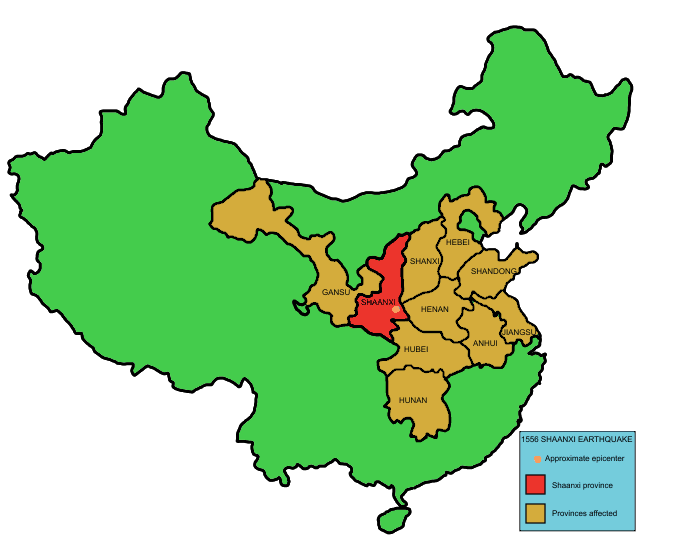
嘉靖大地震

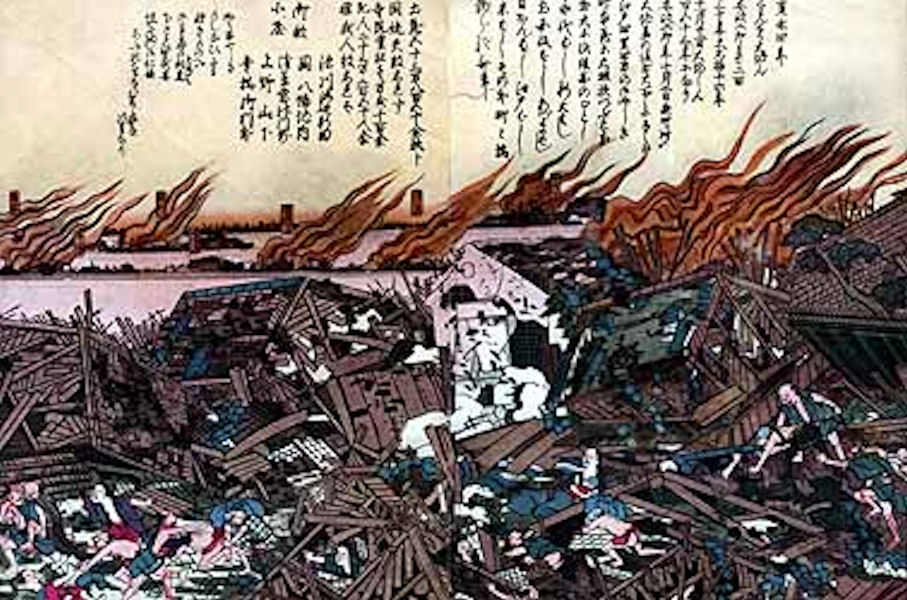
安政大地震

历史地震是指在没有地震仪的历史时代发生的地震。历史地震的规模、震源、烈度等是通过查阅史书及各种典籍、碑纪、地方志书等來推定。地震最強的地震為智利大地震震級9.5